# Tranås stad
Denna artikel handlar om den tidigare stadskommunen Tranås stad. För orten se Tranås, för dagens kommun, se Tranås kommun.
Tranås stad var en kommun i Jönköpings län.

## Administrativ historik
Tranås stad bildades den 1 januari 1919 genom sammanslagning av tre områden:
- av Tranås köping med 2 338 invånare, som 1882 utbrutits ur Säby landskommun.
- av Tranås kvarns municipalsamhälle med 1 270 invånare i Säby landskommun, bildat 1903
- ett område från Säby landskommun med 1 932 invånare, bestående av följande hemman: ½ mantal Tranåskvarn, 1 mantal Tranås, Sibbarp, Hätta, Skinnarp, Norrby, Stoeryd, Kimmarp, Ängaryd, Hubbarp, Åsvallehult samt utjorden Brestorps Södergårds utäng, jämte utsöndringar gjorda från de nämnda fastigheterna.

Den nya staden omfattade en areal av 14,21 km², varav 13,73 km² land, och hade 5 540 invånare den 1 januari 1919.
Staden inkorporerade den 1 januari 1951 (enligt beslut den 3 mars 1950) Säby landskommun, som hade 3 515 invånare och omfattade en areal av 203,84 km², varav 183,55 km² land. Staden hade före inkorporeringen samma datum 10 335 invånare och omfattade en areal av 14,21 km², varav 13,73 km² land. I avseende på fastighetsredovisningen inkorporerades också Säby socken i staden.
Som förberedelse inför kommunreformen 1971 trädde Sveriges indelning i kommunblock i kraft den 1 januari 1964. Tranås stad ingick då i kommunblocket Tranås tillsammans med Linderås landskommun. Redan den 1 januari 1967 inkorporerades Linderås i staden. 
När enhetlig kommuntyp infördes i Sverige den 1 januari 1971 ombildades Tranås stad till Tranås kommun den 1 januari 1971.
Den 1 januari 1952 tillhörde Tranås stad Tranås landsfiskalsdistrikt samt Tranås fögderi.

### Judiciell tillhörighet
I likhet med andra under 1900-talet inrättade stadskommuner fick staden inte egen jurisdiktion utan låg fortsatt under landsrätt i Norra Vedbo tingslag, som uppgick i Norra och Södra Vedbo domsagas tingslag den 1 januari 1948.

### Kyrklig tillhörighet
Staden tillhörde, som dess föregångare Tranås köping, Säby församling. Den 1 januari 1967 tillkom Adelövs församling och Linderås församling.

### Sockenkod
För registrerade fornfynd med mera så återfinns staden inom ett område definierat av sockenkod 0671, som dock ersatts av 3055 som motsvarar den omfattning staden samt Säby socken hade kring 1950.

## Stadsvapen
Blasonering: En sköld av guld med en trana i naturlig färg stående på ett grönt berg.
Vapnet, ett typexempel på ett talande vapen  (en trana på en ås), fastställdes för Tranås stad år 1919. Det registrerades 1974 för kommunen hos Patent- och registreringsverket.

## Geografi
Tranås stad omfattade den 1 januari 1951 en areal av 218,05 km², varav 197,28 km² land. Efter nymätningar och arealberäkningar färdiga den 1 januari 1957 omfattade staden den 1 november 1960 en areal av 217,46 km², varav 198,66 km² land.

### Tätorter i staden 1960
| Tätort     | Folkmängd |
| ---------- | --------- |
| Tranås     | 12 513    |
| Sommen     | 989       |
| Gripenberg | 615       |

Tätortsgraden i staden var den 1 november 1960 91,6 procent.

## Politik

### Mandatfördelning i valen 1919–1966
| 4 | 7 | 4 | 9 | 6 |

| 27 |

| 3 | 5 | 5 | 11 | 6 |

| 28 |

| 4 | 6 | 9 | 11 |

| 28 |

|  | 9 |  | 8 | 2 | 9 |

| 30 |

| 12 | 8 | 3 | 7 |

| 30 |

| 11 | 3 |  | 8 | 7 |

| 29 |

|  | 16 |  | 7 | 5 |

| 29 |

|  | 16 | 9 | 4 |

| 27 |

| 3 | 14 | 8 | 5 |

| 26 |

| 22 | 2 | 10 | 6 |

| 37 |

|  | 19 |  | 2 | 10 | 7 |

| 34 | 6 |

|  | 18 |  | 3 | 8 | 9 |

| 37 |

|  | 21 | 3 | 9 | 6 |

| 35 |

| 2 | 16 | 5 | 8 | 2 | 7 |

| 37 |